# Carlo Back
Pour les articles homonymes, voir Back.
Carlo Back, né le 23 janvier 1952 à Wiltz (Luxembourg), est un physicien, fonctionnaire et homme politique luxembourgeois, membre du parti Les Verts (déi Gréng).

## Biographie

### Études et formations
Dans les années 1970, Carlo Back obtient son baccalauréat. Il poursuit ses études en biosciences et acquiert sa maîtrise en radioprotection et en technologie nucléaire à l'Université de Louvain. Après la catastrophe nucléaire de Three Mile Island dans les environs de Harrisburg en 1979, il se réoriente et se rend à Gilford (Angleterre) pour faire une maîtrise en physique médicale.

### Activités professionnelles
Après avoir obtenu son diplôme, il travaille de 1982 à 2014 au ministère de la Santé. Il est alors particulièrement impliqué dans la recherche sur le dépistage du cancer du sein. En 2014, il prend sa retraite.

### Carrière politique
Carlo Back est candidat sur la liste du parti Les Verts pour la première fois aux élections communales du 10 octobre 1999. Depuis décembre 2005, il est membre du conseil communal de la ville de Luxembourg.
À la suite des élections législatives du 14 octobre 2018, François Bausch est reconduit dans le gouvernement comme ministre de la Défense, de la Mobilité et des Travaux publics et de la Sécurité intérieure en date du 5 décembre 2018 dans le gouvernement de coalition entre le Parti démocratique (DP), le Parti ouvrier socialiste luxembourgeois (LSAP) et Les Verts (déi Gréng). Le jour d'après, Carlo Back est assermenté afin de le remplacer à la Chambre des députés dans la circonscription Centre.

### Vie privée
Depuis 1985 il s'engage dans plusieurs ONG d'aide au développement. Carlo Back est marié et a deux enfants. Dans ses temps libres, il s'intéresse au cyclisme, aux randonnées et aux voyages.